# 不文騷
《不文騷》（英語：Stooges in Hong Kong），為香港III級片類的粵語喜劇，由黃霑、黃光亮、葉子楣、尹光、羅冠蘭、朱咪咪主演，陳奧圖導演，張肇麟和谷德昭編劇。故事主要講述兩家電視台圍繞深夜成人節目時段的收視爭奪戰，賣點是色情、髒話和無厘頭的笑點。於1992年3月21日上映，票房達778萬港元。

## 概要
高志森跟當時欠債纍纍的黃霑簽了四部片約，酬金共一百萬，《不文騷》為其中之一。此片亦被視為黃霑的本色演出，以及銀幕形象與公眾形象的首次合體。
電影被指比起女性肉體更標榜性文化和性趣事；並跟同時期的《不文小丈夫》系列及查傳誼的《精裝情不自禁》皆被視為港產片性喜劇的先河。

## 劇情
香港政府通過新法例，容許電視台在半夜播放三級成人節目。開心台的脫口秀主持畢文霑（以下簡稱「霑」）風頭最盛，其色情笑話原是阿光寫的，但霑和其妻卻以各種藉口剋扣阿光的酬金。與此同時，霑被不舉所困，苦練壯陽秘笈不果，常遭妻子奚落，並事事聽從於她。
阿光愛上一女子珠珠，為其籌錢救家人，向霑夫婦討回笑話版權費遭拒，便轉投高興台，又發掘到廟街歌手尹光光（以下簡稱「尹」）拍檔，在節目中一寫一唱搞笑色情歌曲，大受歡迎。
霑失去寫手後，無奈轉型大談色情文化考據，反響不佳，後受其妻鼓動模仿對台唱色情歌，卻被指沒創意，收視每况愈下。後來霑找來尹前同居女友咪咪，公開尹的隱私，尹欲以同樣招數挖來霑妻反擊。阿光卻認為過於低級，反對不果而辭職；並把剩餘的身家交給珠珠，卻發現她騙財的真面目。
咪咪跟霑大唱色情歌，表現大搶霑的風頭，把霑迫走。另一邊廂，霑妻的身材取代尹，成為觀眾的焦點，亦令尹遭辭退。霑妻一次在節目中不慎走光，失去神秘感，遭高層以泰國變性人取代。
阿光和霑一次相遇，以醉消愁，互相原諒，在廟街擺檔表演，偶遇尹，霑尹二人展開一場市井罵唱，觀眾叫絕。阿光靈機一觸勸二人合作舉行演笑會，除了一貫的色情歌曲和脫口秀表演，視覺上還出動到裸露的三乳女和巨型男女性器官道具，結果平地一聲雷，勝過兩家電視台，連開數十場。最後落魄的霑妻回來找霑軟言道歉，得知他練成壯陽秘笈，喜出望外。

## 演員表
| 演員   | 角色   | 備註                           |
| 黃霑   | 畢文霑 | 成人笑話節目主持，原型黃霑本人 |
| 黃光亮 | 阿光   | 畢文霑背後的笑話寫手           |
| 葉子楣 | 小楣   | 畢文霑妻                       |
| 朱咪咪 | 咪咪   | 尹光光前女友                   |
| 尹光   | 尹光光 | 廟街歌手，原型尹光本人         |
| 羅冠蘭 | 珠珠   |                                |
| 辛德勤 | 大頭   | 高興台                         |
| 谷德昭 |        |                                |
| 高志森 |        |                                |
| 麥啟聰 |        |                                |
| 程夢兒 | Elsic  |                                |
| 周志輝 |        | 開心台經理                     |
| 陳志成 |        | 遭取締之計程車司機             |
| 李偉祥 |        |                                |
| 林佩儀 |        | 聯誼會高個女                   |
| 林劍峰 |        |                                |
| 譚輝   |        | 廟街賣內褲之攤販               |
| 伍國健 |        | 警察                           |
| 侯煥玲 |        | 節目現場觀眾                   |
| 余翰廷 |        |                                |
| 陸應康 |        |                                |
| 陸劍青 |        |                                |
| 郭彼得 |        | 餐廳送酒侍應                   |
| 何添   |        | 晚會觀眾                       |

## 其他
- 片尾字幕：「獻給Jerry Zucker（英语：Jerry Zucker）、David Zucker（英语：David Zucker）、Jim Abrahams（英语：Jim Abrahams）」

- 插曲多是黃霑和尹光已發表的歌曲，如：

| 歌名       | 歌手 | 來源                                                             |
| ---------- | ---- | ---------------------------------------------------------------- |
| 小姐一聲笑 | 黃霑 | 1990年博文出版社發行的卡帶《黃霑不文笑》                         |
| 不文帝女花 | 黃霑 | 1990年博文出版社發行的卡帶《黃霑不文笑》                         |
| 不文歡樂頌 | 黃霑 | 1990年博文出版社發行的卡帶《黃霑不文笑》                         |
| 相士大隻西 | 尹光 | 1984年恆美唱片發行的專輯《相士大隻西、學賭番攤》（HMCLP 832）    |
| 七個小矮人 | 尹光 | 1983年恆美唱片發行的專輯《七個小矮人、又話俾家鄉知》（HMLP 826） |
| 荷里活     | 尹光 | 1983年恆美唱片發行的專輯《七個小矮人、又話俾家鄉知》（HMLP 826） |

## 外部連結
- 互联网电影数据库（IMDb）上《不文騷》的资料（英文）
- 香港影庫上《不文騷》的資料（繁體中文）
- 时光网上《不文騷》的資料（简体中文）
- 豆瓣电影上《不文騷》的資料 （简体中文）
- 香港康文署電影資料館網上目錄（页面存档备份，存于）

## 註腳
1. ↑  影評人魏君子曾引述高志森（2009年）的說法：「陳奧圖是一個執行名字，基本上靈魂是我，還包括了谷德昭、張肇麟、李力持，還有一點點于仁泰，執行去拍的是陳學人。」[1]；2020年，高志森於個人社交平台貼文補充：「當年電影《不文騷》之拍攝，完全由我執導；在《不文騷》發行上映之後，這個班底陸續創作了「禁色」、「大咸濕」兩片，才是交由陳學人執導。」[2]